# أندرس أندرسون (لاعب كرة قدم)
أندرس أندرسون (بالسويدية: Anders Andersson)‏ (15 مارس 1974 في السويد - ) هو لاعب كرة قدم سويدي في مركزي الهجوم والوسط، شارك في بطولة أمم أوروبا 2000 وبطولة أمم أوروبا 2004 والألعاب الأولمبية الصيفية 1992. وشارك مع منتخب السويد تحت 20 سنة لكرة القدم ومنتخب السويد لكرة القدم. أما مع النوادي، فقد لعب مع بلاكبيرن روفرز ونادي أوبه ونادي بنفيكا ونادي بيلينينسش ونادي مالمو والبورك بولدسبيلكلوب ‏.

## مسيرته الكروية
لعب أندرس أندرسون خلال مسيرته الاحترافية مع 5 أندية في عشرون موسمًا وسجل خلالها 28 هدفًا ضمن 341 مباراة. حيث فاز في موسم واحد بالكأس وفي موسم واحد بالدوري.
خاض أندرس أندرسون مسيرته مع نادي مالمو في موسم 1991 في المرة الأولى ليلعب معه سبعة مواسم ثم في موسم 2005 ليلعب معه أربعة مواسم، مشاركًا طوالها في 183 مباراة سجل خلالها 19 هدفًا. ثم انتقل إلى نادي بلاكبيرن روفرز في موسم 1997–98 لمدة موسم واحد، حيث شارك في 4 مباريات ولم يسجل أي هدف. لينتقل بعدها إلى البورك بولدسبيلكلوب ‏ في موسم 1998–99 واستمر معه طيلة ثلاثة مواسم، مشاركًا في 70 مباراة سجل خلالها 8 أهداف. ثم انتقل إلى نادي بنفيكا في موسم 2001–02 واستمر معه طيلة ثلاثة مواسم، مشاركًا في 48 مباراة سجل خلالها هدفًا واحدًا. هذا وانتقل لاحقًا إلى نادي بيلينينسش في موسم 2003–04 ولمدة موسمين، مشاركًا في 36 مباراة ولم يسجل أي هدف.

## وصلات خارجية
- أندرس أندرسون على موقع قاعدة بيانات كرة القدم.إي يو (الإنجليزية)
- أندرس أندرسون على موقع ناشيونال فوتبول تيمز (الإنجليزية)
- أندرس أندرسون على موقع Soccerbase.com (لاعب) (الإنجليزية)
- أندرس أندرسون على موقع Soccerway.com (الإنجليزية)
- أندرس أندرسون على موقع عالم كرة القدم.نت (الإنجليزية)
- أندرس أندرسون على موقع أوليمبيديا (الإنجليزية)
- أندرس أندرسون على موقع اللجنة الأولمبية السويدية (السويدية)